# Obituary
Obituary — американський дез-метал гурт, створений у 1984 році в місті Тампа, штат Флорида. Вони стали одними з основоположників розвитку дез-метал музики і є одними з найуспішніших дез-метал гуртів усіх часів. На сьогодні Obituary випустили одинадцять студійних альбомів, і, за винятком їхнього розпаду у 1997—2003 роках, вони продовжують виступати наживо.
Спочатку гурт називався Executioner, але у 1986 році змінив назву на Xecutioner, щоб уникнути плутанини з треш-метал гуртом Executioner з Бостона, а потім знову змінив назву на Obituary у 1988 році. Нинішній склад Obituary складається з вокаліста Джона Тарді, барабанщика Дональда Тарді, ритм-гітариста Тревора Переса, басиста Террі Батлера та соло гітариста Кена Ендрюса. Гурт пережив кілька змін у складі, а брати Тарді та Перес є єдиними постійними учасниками. Їхня музика базується на грувових рифах і барабанних партіях у поєднанні з гроулінг-вокалом Джона Тарді, які створюють власне фірмове звучання дез-металу.

## Історія

### Початок кар'єри (1984—1990)
Засновані як Executioner у місті Сеффнер, штат Флорида, у 1984 році, вони незабаром прибрали літеру «E» зі своєї назви після того, як знайшли інший гурт з такою ж назвою, ставши Xecutioner. Перший склад гурту складався з Джона Тарді (вокал), Дональда Тарді (ударні), Тревора Переса (ритм-гітара), Джерома Грейбла (бас) і Джеррі Тідвелла (соло-гітара). Гурт надихався творчістю Savatage та гуртів на зростаючій дез-метал сцені Флориди, що розвивається: Nasty Savage, Death і Morbid Angel. Гурт випустив демо-записи у 1985, 1986 і 1987 роках (демо 1985 року під назвою Executioner, а демо 1986 і 1987 років — Xecutioner). Вони дебютували на вінілі в 1987 році з двома треками («Find the Arise» і «Like the Dead») на компіляції Raging Death.
Невдовзі після виходу збірки басиста Грейбла замінив Деніел Такер, а гітариста Тідвелла — Аллен Вест. Наступного року, незадовго до виходу першого альбому Slowly We Rot, гурт змінив назву на Obituary. Однак відразу після виходу Slowly We Rot Такер і Вест покинули гурт і були замінені відповідно Френком Уоткінсом і гітаристом Death Джеймсом Мерфі. Цей новий склад записав другий альбом гурту Cause of Death, який вийшов у вересні 1990 року і часто вважається одним із найважливіших дез-метал альбомів усіх часів. Obituary підтримали Cause of Death у першому світовому турне, спочатку по США з Sacred Reich і Forced Entry, по Європі з Demolition Hammer і Morgoth, а потім знову по США з Sepultura і Sadus.

### Шлях до успіху (1991—1996)
У 1991 році, якраз напередодні написання та запису їхнього третього альбому, Мерфі покинув Obituary, щоб приєднатися до Cancer, і був замінений Алленом Вестом, який повернувся до гурту. У складі Переса, Уоткінса, Веста та братів Тарді гурт записав три наступні альбоми, починаючи з The End Complete (1992). The End Complete мав помірний успіх для Obituary, продавшись накладом понад сто тисяч копій, і став першим альбомом гурту, який потрапив до чартів США та Європи. Цей успіх також призвів до випуску першого в історії Obituary музичного кліпу «The End Complete», який отримав значний ефірний час в MTV's Headbangers Ball, і гурт вирушив у турне на підтримку альбому, яке тривало більше як рік, перейшовши від виступів у клубах до стадіонних концертів.
Четвертий студійний альбом Obituary, World Demise, вийшов у вересні 1994 року. Хоча альбом не продавався так добре, як The End Complete, йому все ж вдалося потрапити в топ-100 кількох країн, включаючи США, Великобританію, Німеччину, Швейцарію та Нідерланди, а на пісню «Don't Care» було знято відеокліп. На підтримку World Demise гурт гастролював у США з Napalm Death і тоді ще нікому не відомими Machine Head, а також у Європі з Pitchshifter і Eyehategod.

### Розпад і повернення (1997—2014)
Після виходу п'ятого альбому Back from the Dead (1997) гурт втомився від гастролей, що призвело до розпаду колективу. У цей час Дональд Тарді грав у гастрольному гурті Ендрю В. К. (під час виступу В. К. на шоу Saturday Night Live Тарді був одягнений у сорочку Obituary). Аллен Вест зосередився на своїх двох проєктах, Lowbrow і Six Feet Under. Тревор Перес у 2001 році заснував гурт Catastrophic, який того ж року випустив один альбом The Cleansing. 2003 року гурт Obituary реформувався, і Catastrophic продовжив своє існування разом з реформованим Obituary. Першим альбомом після возз'єднання став Frozen in Time, який вийшов 2005 року. Перший концертний DVD гурту, Frozen Alive, вийшов у січні 2007 року.
Obituary підписали контракт із лейблом Candlelight Records на наступні три релізи: Xecutioner's Return (2007), Darkest Day (2009) та мініальбом Left to Die (2008). На січень 2010 року було також анонсовано випуск концертного DVD. З 2012 року гурт бере активну участь у просуванні нової соціальної мережі під назвою Unation, а також Дональд Тарді заснував організацію притулку для котів під назвою Metal Meowlisha, яка працює за принципом «відловити-стерилізувати-вакцинувати-повернути» і піклується про 25 котячих колоній (200 котів).
У квітні 2010 року Obituary розпочали роботу над новим матеріалом для свого дев'ятого студійного альбому Inked in Blood, який вийшов лише у 2014 році. Це був перший альбом Obituary, записаний без участі багаторічного басиста Френка Уоткінса з часів дебютного альбому 1989 року Slowly We Rot. 2 серпня 2013 року гурт запустив кампанію на Kickstarter з метою зібрати $10,000.00; зібрані гроші були обіцяні дозволити Obituary записати і випустити свій дев'ятий альбом самостійно. Мета була досягнута 3 серпня. В інтерв'ю метал-журналу All About the Rock Джон Тарді сказав про кампанію на Kickstarter: «Ця кампанія була приголомшливою і ще раз підтвердила те, що ми вже знаємо, а саме, що у нас найкращі шанувальники у світі. Ми використовуємо Kickstarter, щоб зібрати достатньо грошей, щоб випустити альбом самостійно. Це не нападки на звукозаписні компанії, це просто те, що ми хочемо зробити. Кілька років тому ми б навіть не подумали про це, але сьогодні ми відчуваємо, що для нас все готово, добре це чи погано, спробуймо». Хоча гурт зібрав достатньо грошей для самостійного релізу, вони все одно були підписані на Relapse Records і співпрацювали з лейблом для дистрибуції Inked In Blood, їхнього першого релізу на Relapse.

### Останні події (2015–теперішній час)

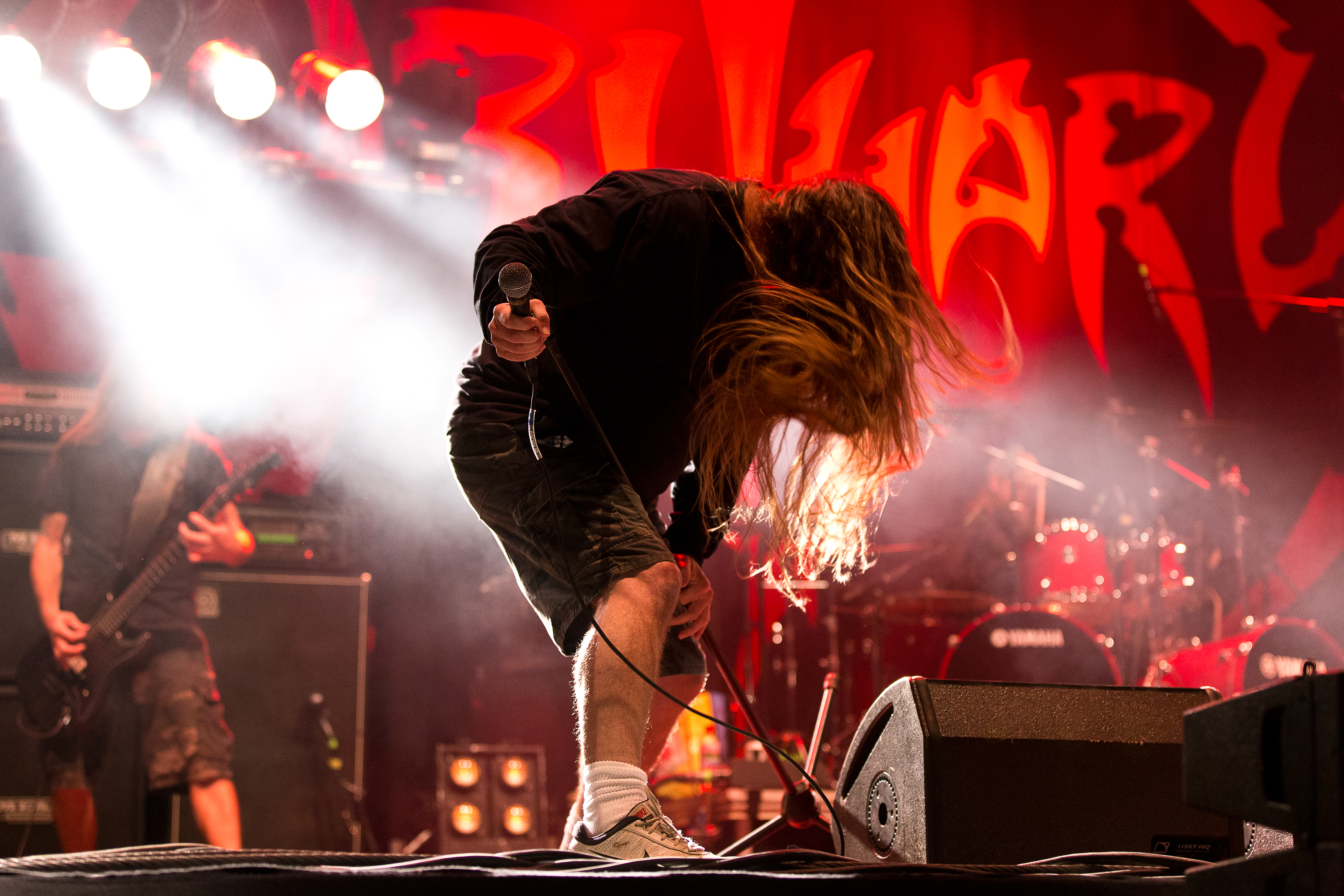
Obituary на концерті в 2016 році

18 жовтня 2015 року від раку помер колишній і багаторічний басист Obituary Френк Уоткінс.
24 серпня 2016 року Obituary випустили нову пісню під назвою «Loathe», бісайд до майбутнього синглу «Ten Thousand Ways to Die», реліз якого відбувся 21 жовтня. Гурт випустив свій однойменний десятий студійний альбом 17 березня 2017 року. За місяць до його виходу гурт випустив пісню під назвою «No», яка з'явилася на серії флексі-дисків журналу Decibel.
У листопаді і грудні 2018 року Obituary вирушили на європейські гастролі в рамках прощального туру Slayer, в якому також брали участь Lamb of God і Anthrax. Відповідаючи на питання в інтерв'ю у червні 2018 року про наступний альбом Obituary, барабанщик Дональд Тарді сказав: «Ми завжди думаємо про нові пісні, пишемо рифи і таке інше. Але в цей час нашого життя і в цей час музичної індустрії… Цей новий альбом вийшов лише трохи більше як рік тому, тому ми не поспішаємо намагатися виштовхнути з себе ще один альбом так швидко, як тільки можемо; в цьому немає сенсу». В інтерв'ю австралійському виданню Riff Crew у серпні 2020 року Дональд Тарді розповів, що під час карантину Obituary працювали над «монстром» нового альбому, який планували випустити у 2021 році. Гурт планував вирушити в турне у 2021 році, зокрема Європою, на підтримку платівки. У березні 2021 року в інтерв'ю французькому виданню United Rock Nations вокаліст Джон Тарді підтвердив слова свого брата, сказавши, що Obituary працювали над новим матеріалом під час пандемії COVID-19, і додав, що їхній новий альбом вийде у 2022 році, після чого відбудеться турне. 10 листопада 2022 року Obituary випустили «The Wrong Time» як головний сингл з майбутнього одинадцятого студійного альбому Dying of Everything, реліз якого відбувся 13 січня 2023 року.

## Дискографія
- Slowly We Rot (1989)
- Cause of Death (1990)
- The End Complete (1992)
- World Demise (1994)
- Back from the Dead (1997)
- Frozen in Time (2005)
- Xecutioner's Return (2007)
- Darkest Day (2009)
- Inked in Blood (2014)
- Obituary (2017)
- Dying of Everything (2023)